# John-Jason Peterka
John-Jason „JJ" Peterka (* 14. ledna 2002) je profesionální německý hokejový útočník momentálně hrající v klubu Utah Mamooth v severoamerické lize NHL.

## Hráčská kariéra
S hokejem začínal v rodném Mnichově v klubu EHC Red Bull München a později v EC Bad Tölz. Následně se přesunul do rakouského EC Red Bull Salzburg. V návaznosti na dobré výsledky byl v roce 2020 v 2. kole z celkové 34. pozice draftován Buffalem. V červnu 2021 s klubem podepsal tříletou vstupní nováčkovskou smlouvu. Sezónu 2021/22 působil v týmu Rochester Americans, který je farmářským klubem Buffala. Ve stejném roce debutoval v NHL, kdy od Buffala dostal příležitost ve dvou zápasech. Výrazněji se prosadil až v následující sezóně 2022/23, kdy za Sabres odehrál 77 zápasů a vstřelil dvanáct branek. Na mistrovství světa v hokeji 2023 vybojoval s německou hokejovou reprezentací stříbrnou medaili.

## Klubové statistiky
| Sezóna      | Klub                 | Soutěž      |     | Základní část | Základní část | Základní část | Základní část | Základní část |   | Play off | Play off | Play off | Play off | Play off |
| Sezóna      | Klub                 | Soutěž      | Z   | G             | A             | B             | TM            | Z             | G | A        | B        | TM       |          |          |
| 2019/20     | EHC München          | DEL         | 42  | 7             | 4             | 11            | 14            | —             | — | —        | —        | —        |          |          |
| 2020/21     | EC Red Bull Salzburg | ICEHL       | 12  | 7             | 9             | 16            | 12            | —             | — | —        | —        | —        |          |          |
| 2020/21     | EHC München          | DEL         | 30  | 9             | 11            | 20            | 8             | 2             | 1 | 0        | 1        | 0        |          |          |
| 2021/22     | Rochester Americans  | AHL         | 70  | 28            | 40            | 68            | 28            | 10            | 7 | 5        | 12       | 6        |          |          |
| 2021/22     | Buffalo Sabres       | NHL         | 2   | 0             | 0             | 0             | 0             | —             | — | —        | —        | —        |          |          |
| 2022/23     | Buffalo Sabres       | NHL         | 77  | 12            | 20            | 32            | 26            | —             | — | —        | —        | —        |          |          |
| 2023/24     | Buffalo Sabres       | NHL         | 82  | 28            | 22            | 50            | 28            | —             | — | —        | —        | —        |          |          |
| 2024/25     | Buffalo Sabres       | NHL         | 77  | 27            | 41            | 68            | 34            | —             | — | —        | —        | —        |          |          |
| DEL celkově | DEL celkově          | DEL celkově | 72  | 16            | 15            | 31            | 22            | 2             | 1 | 0        | 1        | 0        |          |          |
| NHL celkově | NHL celkově          | NHL celkově | 238 | 67            | 83            | 150           | 88            | —             | — | —        | —        | —        |          |          |

### Reprezentační statistiky
| Rok                       | Tým                       | Soutěž                    | Z                         | G  | A  | B  | TM |    |
| ------------------------- | ------------------------- | ------------------------- | ------------------------- | -- | -- | -- | -- | -- |
| 2019                      | Německo                   | MS18 DI                   | 5                         | 2  | 6  | 8  | 0  |    |
| 2020                      | Německo                   | MS-20                     | 7                         | 4  | 2  | 6  | 16 |    |
| 2021                      | Německo                   | MS-20                     | 5                         | 4  | 6  | 10 | 2  |    |
| 2021                      | Německo                   | MS                        | 6                         | 1  | 0  | 1  | 2  |    |
| 2023                      | Německo                   | MS                        | 10                        | 6  | 6  | 12 | 0  |    |
| 2024                      | Německo                   | MS                        | 8                         | 5  | 4  | 9  | 2  |    |
| Juniorská kariéra celkově | Juniorská kariéra celkově | Juniorská kariéra celkově | Juniorská kariéra celkově | 17 | 10 | 14 | 24 | 18 |
| Seniorská kariéra celkově | Seniorská kariéra celkově | Seniorská kariéra celkově | Seniorská kariéra celkově | 24 | 12 | 10 | 22 | 4  |